# SMSC
SMS-центр (SMSC) — відповідає за роботу служби коротких повідомлень мережі мобільного зв'язку. Повідомлення SMS, передане з мобільного телефону, перш за все потрапить в SMS-центр, і тільки після цього її буде направлено адресату. До того, як повідомлення досягне пункту призначення, воно може пройти не один мережевий вузол, наприклад SMS-центр або шлюз. Основною функцією SMS-центру є маршрутизація повідомлень і керування процесом доставлення. У разі, якщо одержувач повідомлення недоступний, воно зберігатиметься в пам'яті SMS-центру. Таке може статися, наприклад, коли телефон абонента вимкнений. Як тільки адресат знову зареєструється в мережі, повідомлення відразу буде йому доставлено.
Найчастіше на одну мережу мобільного зв'язку припадає один SMS-центр, тому, як правило, кожен оператор має свій власний центр, який розміщується всередині його мережевої інфраструктури. Однак оператори мобільного зв'язку також можуть використовувати SMS-центри сторонніх компаній, розташовані за межами власної мережі.
Для того, щоб відправити повідомлення з мобільного телефону, необхідно знати адресу SMS-центру. Зазвичай такою адресою є звичайний телефонний номер, представлений в міжнародному форматі. У переважній більшості випадків цей номер уже записаний на SIM-карті на заводі-виробнику згідно з даними провайдера, і налаштовувати його вручну не потрібно.